# Congresso Mundial de Parques
O Congresso Mundial de Parques (em inglês World Parks Congress) é um evento realizado pela União internacional para a conservação da natureza (UICN). Um dos principais eventos conservacionistas realizados mundialmente, seu objetivo é tratar dos objetivos, políticas e métodos das áreas protegidas.
O evento ocorre aproximadamente a cada dez anos, e em sua última edição seus objetivos específicos foram "articular o papel vital das áreas protegidas em conservar a natureza ao mesmo tempo em que prestam serviços ambientais essenciais; posicionar as áreas protegidas dentro dos objetivos de bem-estar econômico e comunitário; e demonstrar como isso pode ser alcançado na prática".

## Edições
As edições do congresso que foram realizadas são as seguintes:
- 1962: Seattle, à época intitulado First World Conference on National Parks;
- 1972: Yellowstone (Estados Unidos), tema: "Os parques nacionais, um legado para um mundo melhor";
- 1982: Bali, tema: "parques para o desenvolvimento";
- 1992: Caracas, tema: "parques para a vida";
- 2003: Durban, tema: "Benefícios para além fronteiras";
- 2014: Sydney, tema: "os parques, o planeta e a nós : soluções fontes de inspiração".